# Mitrofan Konstantinowitsch Martschenko
Mitrofan Konstantinowitsch Martschenko (russisch Митрофа́н Константи́нович Марченко; wissenschaftliche Transliteration Mitrofan Konstantinovič Marčenko, * 3. November 1866; † 7. August 1932 in Paris) war ein zaristisch-russischer Offizier, der von 1905 bis 1910 Militärattaché in Wien und damit quasi „Einsatzleiter“ der russischen Spionage gegen Österreich-Ungarn gewesen war. Martschenko zählt zu den erfolgreichsten aller mit Spionageaufgaben befassten russischen Militärattachés in Wien. Er gilt auch als derjenige, der Alfred Redl, einen hochrangigen Mitarbeiter des Evidenzbüros, der „Zentrale“ des militärischen Nachrichtendienstes Österreich-Ungarns, für den russischen Geheimdienst anwarb.

## Leben

### Frühe Jahre
Martschenko absolvierte die Militärschule in Konstantinowsk (in der heutigen Oblast Rostow gelegen) und schloss diese 1896 mit dem Generalstabsexamen ab. Von 1897 bis 1905 war er Hauptadjutant im Stab der 1. Garde-Kavalleriedivision, danach Hauptadjutant im Stab des Gardekorps. Anschließend avancierte er zum Leiter der Truppentransporte des St. Petersburger und Moskauer Militärbezirks. In dieser Funktion war er für die Truppentransporte auf dem Eisenbahn- und dem Wasserweg zuständig.

### Tätigkeit in Österreich-Ungarn
Seit dem 24. Juni 1905 war Martschenko, mittlerweile im Rang eines Obersten, russischer Militärattaché in Wien. Als solcher fungierte er auch als Leitstelle der gegen sein Gastland gerichteten Agententätigkeit. Dabei arbeitete der jeweilige Militärattaché im Allgemeinen sehr eng mit der Raswedka zusammen, dem russischen militärischen Nachrichtendienst, dessen Sektion in Warschau hauptsächlich für die Spionage gegen das Deutsche Reich und Österreich-Ungarn zuständig war.
Auf seine neue Aufgabe war der „überaus tüchtige“ Martschenko „gut vorbereitet“. Er „verstand es besonders gut, haltlose k. u. k. Offiziere für Rußland zu engagieren“ und sich deren menschliche Schwächen zu Nutze zu machen. Zu seinen Informanten zählten beispielsweise Oberstleutnant Hekajlo, der Justizchef des Korpskommandos Lemberg, der Nachrichten aus Galizien lieferte, Major Wiekowski, der Kommandant der Nachschubstation Stanislau, der über das Versorgungssystem der österreichisch-ungarischen Armee informierte, und der Adjutant eines Korpskommandeurs, der Offizierspersonalien beschaffte.
Bereits im Herbst 1906 hatte Martschenko „über die Wünsche eines äußerst hochwertigen Mannes“, der bereit wäre, für Geld militärische Informationen zu liefern, nach Russland berichtet. Es wird vermutet, dass es sich bei diesem Mann um Alfred Redl gehandelt hat. Das Angebot wurde zunächst noch abgelehnt, woraufhin – wie Martschenko berichtete – der Betreffende für die Italiener tätig wurde. Im Oktober 1907 sandte Martschenko seinen Vorgesetzten eine Charakteristik Redls, den er ja mittlerweile auch persönlich kennengelernt hatte. Zu dieser Zeit war Redl bereits als russischer Agent tätig.
Das Ende der „Spionagekarriere“ Martschenkos in der Donaumonarchie kam schließlich 1910, nachdem sein Treffen mit Adolf Kretschmar von Kienbusch, einem Beamten des Wiener Artilleriezeugdepots, von der österreichischen Polizei observiert worden war. Dem Evidenzbüro war nicht völlig entgangen, dass Russlands Generalstab anscheinend recht gut über die österreichisch-ungarische Armee informiert war – eine Tatsache, die wiederum auch mit dem Wirken Martschenkos in Zusammenhang gebracht wurde. Die im Januar 1910 durchgeführte Hausdurchsuchung bei Kretschmar enthüllte schließlich, dass dieser als Informant für gleich drei ausländische Mächte tätig war: Für Russland (seit 1889), für Frankreich (seit 1902) und für Italien (seit 1906).
Hauptmann Maximilian Ronge, der im Evidenzbüro die Spionageabwehr leitete, drängte nun auf eine umgehende „Entfernung“ des in die Spionageaffäre involvierten Militärattachés Martschenko. Da dieser jedoch diplomatische Immunität besaß, war eine Verhaftung ausgeschlossen. Der Leiter des Evidenzbüros, Oberst August Urbański von Ostrymiecz, urgierte nun beim k.u.k. Außenminister, Aloys Lexa von Aehrenthal, dass dieser veranlassen möge, Martschenko zu bedeuten, das Land zu verlassen. Wie erwartet zögerte Aehrenthal, woraufhin Urbanski ihm einen Brief vorlegte, in dem dieser in seiner Zeit als Botschafter in Russland die Abberufung eines spionierenden k.u.k. Militärattachés gefordert hatte. Auf diese Weise war Aehrenthal nun genötigt, dem russischen Botschafter vorzuschlagen, dass Martschenko „bald einen Urlaub nehmen und von diesem nicht mehr zurückkehren möge.“ Es dauerte allerdings noch bis 2. September 1910, ehe Martschenko Österreich-Ungarn endgültig verließ.

### Letzte Lebensjahrzehnte
Wieder nach Russland zurückgekehrt, kommandierte Martschenko bis 1912 das 19. Dragonerregiment. Im selben Jahr wurde er auch zum Generalmajor befördert. Von 1912 bis 1917 war er Kommandeur der Kavallerieschule in Nikolajewsk (heute Pugatschow in der Oblast Saratow). Im März 1917 erfolgte seine Entlassung aus der russischen Armee. Ab 1919 war er einer der zahlreichen Emigranten der Weißen, die im Russischen Bürgerkrieg den Bolschewiki unterlegen waren. Martschenko ging nach Frankreich, wo er vor seinem Tod im Jahr 1932 noch bei verschiedenen Publikationen mitarbeitete.